# Conseils d'arrondissement de la Ville de Québec
Selon le nombre de personnes à représenter, le conseil d'arrondissement est formé de quatre ou de cinq conseillers et conseillères dont le district électoral est situé dans l'arrondissement. Il désigne, parmi ses membres, un président ou une présidente. Il nomme aussi les membres du Comité consultatif d'urbanisme.

## Rôle
Les conseils d'arrondissement ont compétences sur les services de proximité dans leur arrondissement :
- l'information auprès des citoyennes et des citoyens;
- les consultations publiques concernant des modifications aux règlements d'urbanisme qui toucheraient l'arrondissement;
- la délivrance des permis;
- la prévention des incendies;
- la voirie locale;
- l'enlèvement des ordures et des matières résiduelles;
- l'organisation des loisirs;
- l'entretien des parcs ainsi que des équipements culturels et récréatifs locaux;
- le soutien financier aux organismes de développement économique local, communautaire et social.

## Statistiques
- Depuis le 1er novembre 2009, il existe 6 arrondissements dans la Ville de Québec. De janvier 2002 à octobre 2009, il y avait 8 arrondissements.